# United States Conference of Mayors
United States Conference of Mayors (USCM),  ibland omnämnt som United States Council of Mayors, är den politiskt obundna organisationen för städer med 30 000 invånare eller fler, vilket omfattar 1,294 amerikanska städer. I USCM representeras städerna av sina respektive borgmästare eller annan högre tjänsteman i chefsposition. Organisationen uppstod i kölvattnet av den stora depressionen på 1930-talet och konsoliderades under tiden för president Herbert Hoover ämbetstid. Organisationens ursprungliga fördrag undertecknades 1932 på Mayflower Hotel, samma kväll som Franklin Delano Roosevelt installerades som USA:s nya president efter Hoover.
Vid organisationens andra möte 1933 formerades USCM som en permanent organisation och valde sin första ordförande, Detroitborgmästaren Frank Murphy.